# Silene baldaccii
Silene baldaccii är en nejlikväxtart som först beskrevs av J. Rohlena, och fick sitt nu gällande namn av Arthur William Hill. Silene baldaccii ingår i släktet glimmar, och familjen nejlikväxter. Inga underarter finns listade i Catalogue of Life.